# مارسيل أرلند
مارسيل أرلند (بالفرنسية: Marcel Arland )‏ (و. 1899 – 1986 م) هو كاتب، وكاتب مقالات، وروائي، وصحفي، وناقد أدبي فرنسي، وكان عضوًا في أكاديمية اللغة الفرنسية (منذ 20 يونيو 1968)، توفي عن عمر يناهز 87 عاماً.

## جوائز
حصل على جوائز منها:
- جائزة غونكور (1929)
- Grand Prix de Littérature de l'Académie française [الإنجليزية]‏.

## روابط خارجية
- مارسيل أرلند على موقع IMDb (الإنجليزية)
- مارسيل أرلند على موقع الموسوعة البريطانية (الإنجليزية)
- مارسيل أرلند على موقع مونزينجر (الألمانية)